# شحرور رخيم
الشحرور الرخيم (الاسم العلمي: Dives dives) هو طائر استوائي من العالم الجديد ينتمي إلى فصيلة الصفراويات.

## وصلات خارجية
- "وسائط عن Melodious blackbird". إنترنت بيرد كوليكشن.
- معرض الصور عن Melodious blackbird على فيريو (جامعة دركسل)

- Photo and article at birdguatemala.org
- Melodious blackbird species account at NeotropicalBirds (Cornell University)